# Onzain
Onzain település Franciaországban, Loir-et-Cher megyében. Lakosainak száma 3275 fő (2018. január 1.). Onzain Chaumont-sur-Loire, Chouzy-sur-Cisse, Coulanges, Mesland, Monteaux, Santenay, Seillac és Veuves községekkel határos.

## Népesség
A település népességének változása:
| Lakosok száma | 3477 | 3395 | 3734 | 3296 | 3275 |
|               | 2013 | 2015 | 2016 | 2017 | 2018 |